# Birkirkara FC
Birkirkara Football Club (obecně známý jako Birkirkara) je maltský fotbalový klub sídlící v Birkirkaře. Soutěží v Maltese Premier League, nejvyšší úrovni maltského fotbalu.
Klub byl založen roku 1950, ale do první ligy postoupil teprve v roce 1990. V sezóně 1995/96 se poprvé kvalifikoval do Poháru UEFA, poté, co porazil slovenský klub Spartak Trnava. Od roku 90. letech patří k nejlepším klubům ligy a v letech 2001, 2002 a 2004 vyhrál Maltský pohár „FA Trophy“. Sídlí na stadionu Inffeti Ground, který je s kapacitou 12 500 diváků druhým největším stadionem na Maltě. Doma hraje v žlutých dresech s červeným lemováním. Podle statistik je druhým nejpopulárnějším klubem na ostrově.

## Trofeje
- Maltská Premier League (4×)[1]
  - 1999/00, 2005/06, 2009/10, 2012/13
- Maltský Pohár (6×)[2]
  - 2001/02, 2002/03, 2004/05, 2007/08, 2014/15, 2022/23
- Maltský Superpohár (7×)[3]
  - 2002, 2003, 2004, 2005, 2006, 2013, 2014